# Quần thực vật Nam Cực
Quần thực vật Nam Cực là một cộng đồng riêng biệt các loài thực vật có mạch đã tiến hóa hàng triệu năm trước trên siêu lục địa Gondwana, và hiện nay được tìm thấy trong một số khu vực tách biệt của Nam bán cầu, bao gồm miền nam Nam Mỹ, khu vực xa nhất về phía nam của châu Phi, New Zealand, Australia và Tasmania, Nouvelle-Calédonie (New Caledonia). Dựa trên các điểm tương đồng trong quần thực vật của chúng, nhà thực vật học Ronald Good đã xác định một vương quốc thực vật Nam Cực (xem tỉnh thực vật), bao gồm miền nam Nam Mỹ, New Zealand cũng như một số các nhóm đảo ở Nam bán cầu. Australia đã được coi là một vương quốc thực vật riêng biệt, và bao gồm cả New Guinea và Nouvelle-Calédonie trong vương quốc thực vật cổ nhiệt đới, do sự hòa nhập của quần thực vật Á-Âu nhiệt đới đã gần như thay thế toàn bộ quần thực vật Nam Cực tại khu vực này.
Nam Mỹ, châu Phi, Ấn Độ, Australia, New Zealand và châu Nam Cực đã từng là các bộ phận cấu thành của siêu lục địa Gondwana, đã bắt đầu tách ra vào đầu kỷ Phấn Trắng (135-65 triệu năm trước). Ấn Độ đã tách ra đầu tiên, sau đó là châu Phi, tiếp theo là New Zealand cũng bắt đầu trôi dạt về phía bắc. Vào cuối kỷ Phấn Trắng, Nam Mỹ và Úc vẫn còn kết nối với châu Nam Cực. Nhà cổ sinh vật học Gilbert Brenner đã xác định một quần thực vật Nam Gondwana riêng biệt vào cuối kỷ Phấn Trắng, nó tương tự như quần thực vật New Zealand ngày nay, tại các khu vực ẩm ướt và mát lạnh của Nam bán cầu như Australia, miền nam Nam Mỹ, miền nam châu Phi, châu Nam Cực và New Zealand. Quần thực vật Bắc Gondwana với khí hậu khô hơn đã phát triển tại miền bắc Nam Mỹ và miền bắc châu Phi.
Châu Phi và Ấn Độ đã trôi dạt về phía bắc tới các vĩ độ thuộc vùng nhiệt đới, trở nên nóng và khô hơn, và cuối cùng nối liền với đại lục Á-Âu, và ngày nay quần thực vật của châu Phi cùng Ấn Độ chỉ còn rất ít các dấu tích của quần thực vật Nam Cực. Australia cũng trôi dạt về phía bắc và cũng trở nên nóng hơn; quần thực vật Nam Cực ẩm ướt đã phải lui về khu vực ven biển phía đông và Tasmania, trong khi phần còn lại của Australia bị các loài thuộc các chi Acacia (keo), Eucalyptus (bạch đàn) và Casuarina (phi lao) chiếm lĩnh, cũng như các loài cây bụi và cỏ thích hợp với khí hậu khô cằn. Loài người đã tới Australia vào khoảng 50-60 nghìn năm trước, và sử dụng lửa để thay đổi hình dạng của thảm thực vật trên lục địa này; kết quả là quần thực vật Nam Cực (còn được biết đến dưới tên gọi "Quần thực vật rừng mưa" tại Australia) đã phải lui về một số khu vực cô lập, chiếm ít hơn 2% diện tích đất đai của Australia.
Các loài thực vật thân gỗ của quần thực vật Nam Cực bao gồm các loại cây quả nón trong các họ Podocarpaceae (kim giao), Araucariaceae (bách tán) và phân họ Callitroideae của Cupressaceae (hoàng đàn), còn thực vật hạt kín là các họ Proteaceae, Griseliniaceae, Cunoniaceae và Winteraceae, với các chi như dẻ gai phương nam (Nothofagus) và hoa đăng (Fuchsia). Nhiều họ khác của thực vật có hoa và dương xỉ, bao gồm dương xỉ thân gỗ như kim mao (Dicksonia), là đặc trưng của quần thực vật Nam Cực.
Châu Nam Cực tự bản thân nó là quá lạnh và quá khô nên gần như không thể hỗ trợ bất kỳ loài thực vật có mạch nào trong hàng triệu năm, vì thế quần thực vật của nó hiện tại chỉ bao gồm khoảng 250 loài địa y, 100 loài rêu, 25-30 rêu tản (ngành Marchantiophyta), khoảng 700 loài tảo trên đất liền hay thủy sinh. Hai loài thực vật có hoa là Deschampsia antarctica (cỏ lông Nam Cực) và Colobanthus quitensis (cỏ trân châu Nam Cực), được tìm thấy ở các phần phía bắc và phía tây của bán đảo Nam Cực.